# Cantón de Saint-Priest
El cantón de Saint-Priest era una división administrativa francesa, que estaba situada en el departamento de Ródano y la región de Ródano-Alpes.

## Composición
El cantón estaba formado por la comuna que le daba su nombre:
- Saint-Priest

## Supresión del cantón de Saint-Priest
En aplicación del Artículo L3611-1 del código general de las colectividades territoriales francesas, el cantón de Saint-Priest fue suprimido el 1 de enero de 2015 y sus comunas pasaron a formar parte de la Metrópoli de Lyon.